# Puechredon
Puechredon là một xã trong vùng Occitanie. Xã Puechredon nằm ở khu vực có độ cao trung bình 130 mét trên mực nước biển.